# Metilazida
La metilazida (en anglès:Methyl azide) és una molècula covalent, un compost químic amb la fórmula CH₃N₃, està relacionada amb l'àcid hidrazoic i altres azides alquil. És una molècula linear.
Es pot preparar per una metilació de l'azida de sodi. La primera síntesi es va fer l'any 1905.
Es descompon en CH₃N₃ → CH₃N + N₂
La metilazida pot ser potencialment un precursor en la síntesi de molècules prebiótiques via reaccions en gel interestel·lar iniciades per raigs còsmics galàctics (GCR) i fotons.

## Precaucions de seguretat
La metilazida és estable a temperatura ambiental però pot explotar si s'escalfa.